# Октябрюхов и Декабрюхов
«Октябрюхов и Декабрюхов» (альтернативное название «Декабрюхов и Октябрюхов») — чёрно-белая немая эксцентрическая комедия по сценарию Владимира Маяковского, написанному к десятилетию Октябрьской революции. О межличностных отношениях трёх человек на фоне революционных будней. Премьера фильма состоялась 27 октября 1928 года.

## Сюжет
В день свадьбы Николая Декабрюхова начинается Октябрьская революция. Бросив молодую, Декабрюхов бежит из страны большевиков. Его брат Иван Октябрюхов, приспособившийся к жизни в новых условиях, женится на супруге Николая. В это время возвращается Декабрюхов.

## В ролях
- Юрий Васильчиков — Иван Октябрюхов
- Марк Цибульский — Николай Декабрюхов
- Мария Егорова — жена Ивана
- Дмитрий Капка — гость на свадьбе
- Владимир Корш-Саблин — великий князь Николай Николаевич
- Георгий Астафьев — казачий офицер
- Леонид Барбэ — истопник Жан
- Анисим Суслов (Резников) — белоэмигрант-носильщик
- Татьяна Токарская — служанка Октябрюхова

## Съёмочная группа
- Режиссёры: Алексей Смирнов, Александра Искандер (Смирнова)
- Автор сценария: Владимир Маяковский
- Оператор: Иосип Гудыма
- Художник-постановщик: Владимир Мюллер
- Художник-мультипликатор: Е. Макаров
- Монтаж: А. Гершкович